# Synagoga Henocha Bryczkowskiego w Łodzi (ul. Piotrkowska 118)
Synagoga Henocha Bryczkowskiego w Łodzi – prywatny dom modlitwy znajdujący się w Łodzi w podwórku kamienicy Juliusza Szulca.

## Historia
Synagoga została założona w 1895 roku z inicjatywy Henocha Bryczkowskiego, który stał się jej starszym. Synagogę przeniesiono z lokalu przy ulicy Piotrkowskiej 107. Mogła ona pomieścić do 31 osób. Podczas II wojny światowej została zdewastowana przez Niemców.  

## Galeria Odlot
W latach 2014–2018 w budynku znajdowała się Galeria Odlot, prowadzona przez stowarzyszenie Towarzystwo Przyjaciół „Dom na Osiedlu”. Galeria stanowiła miejsce prezentacji dzieł zrobionych przez wychowanków stowarzyszenia, m.in. rękodzieł, tkanin artystycznych, obrazów, rzeźb, przedmiotów użytkowych.